# 新興工業経済地域
新興工業国（しんこうこうぎょうこく、英: Newly industrialized country、英: Newly industrialized economy）、または新興工業経済地域（しんこうこうぎょうけいざいちいき）は、政治学者および経済学者により、世界の複数の国に適用される分類である。新興国と同義になる場合もある。略称はNIES。

## 名称
英語での名称を和訳して使用しているため、英語での複数に対応する名称もある。ただし日本語では、単数の名称で複数を表すこともしばしばである。英語の複数形略称の NICs（ニックス、ニクス）および NIEs（ニーズ）を使用する例も多い。
|            | 単数                                                               | 単数                              | 複数                                                                   | 複数                              |
| ---------- | ------------------------------------------------------------------ | --------------------------------- | ---------------------------------------------------------------------- | --------------------------------- |
| 国のみ     | 新興工業国                                                         | 新興工業国                        | 新興工業諸国                                                           | 新興工業諸国                      |
| 国のみ     | 米: Newly Industrialized Country 米: Newly Industrialising Country | NIC                               | 米: Newly Industrialized Countries 米: Newly Industrialising Countries | NICs                              |
| 国以外含む | 新興工業国・地域 新興工業経済地域                                  | 新興工業国・地域 新興工業経済地域 | 新興工業国・地域群 新興工業経済群                                      | 新興工業国・地域群 新興工業経済群 |
| 国以外含む | 米: Newly Industrialized Economy 米: Newly Industrialising Economy | NIE                               | 米: Newly Industrialized Economies 米: Newly Industrialising Economies | NIEs                              |

## 概要
かつては世界経済のほとんどを、日本や欧米諸国などの先進国が占めていたため、先進国と後進国（発展途上国、開発途上国）とに分けられていた。しかし、後進国の一部の国・地域において、輸出志向型の工業化をして急速な経済成長を実現し、所得が後進国水準から脱する国・地域が新たに生まれてきたため、それらを「新興工業国」 (NICs) と呼ぶようになった。所得水準や経済発展の度合いにおいて、先進国と後進国との間に位置することに着目して「中進国」と呼ぶこともある。新興工業国が次々と現れたことにより、現在では世界経済において先進国（主にG7）が占める割合が低下している。
新興工業国は通常、以下の共通する特徴を有する。
- 強力な政治的指導者。
- 農業経済から、特に製造部門における工業経済への転換。
- 世界の他国との自由貿易が認められる次第に開放的な市場経済。
- 複数の大陸で活動する多国籍企業。
- 外国からの強固な資本投資。
- 当該国の勢力範囲における政治的指導力。
- 都心部及び人口の急速な成長。

新興工業国のうちいくつかは、経済のみならず政治や軍事においても世界的な存在感を示しているため、「新興国」と呼んだりもする。

## 歴史
新興工業経済地域という言葉は、香港、シンガポール、大韓民国、台湾のアジア四小龍が、1960年代以後の群を抜いて急速な工業成長で1970年代及び1980年代に世界的な重要性を増し、前記の全4経済地域が先進国及び高所得国になって以後、NICsとして1970年頃に使われ始めた。前記の経済地域及び現在NICsと考えられる国との間には、明確な違いが存在する。特に開かれた政治過程、国民一人当たりのGNI、好調な輸出志向型の経済政策の組み合わせは、多くの先進国の地位に達したのみならず、上回ったことを示している。
前記の全4経済地域は、世界銀行により高所得国に、国際通貨基金 (IMF) 及び米国の中央情報局により先進国に各々分類されている。前記の全経済地域は、西欧諸国のように国連により人間開発指数が「非常に高い」と考えられている。

## 新興工業経済地域の対象
1979年の経済協力開発機構 (OECD) レポートでは以下の10か国・地域を指していた。
- アジア:  韓国、 台湾（中華民国）、 イギリス領香港、 シンガポール
- 中南米:  メキシコ、 ブラジル
- 欧州:  ギリシャ、 ポルトガル、 スペイン、 ユーゴスラビア

## 現在のNICs
下の表は、様々な著者及び専門家により常にNICsと考えられる国を示している。トルコは1961年のOECD原加盟国であり、メキシコは1994年に同機構に加盟した。G8+5は、G8参加国に加えて中華人民共和国、インド、メキシコ、南アフリカ共和国、ブラジルで構成される。
- 緑色のセルは各指標における高位または最高位を示し、黄色のセルは低位または最低位を示す。

| 地域       | 国名         | GDP (PPP) （国際ドル、2013年IMF） | 一人当りGDP (PPP) （国際ドル、2013年IMF） | 所得不平等 (GINI) （2008-09年） | 人間開発指数 （HDI、2014年） | GDP (実質) 成長率 （2013年） | 典拠                    |
| ---------- | ------------ | --------------------------------- | ----------------------------------------- | ------------------------------- | ---------------------------- | ---------------------------- | ----------------------- |
| アフリカ   | 南アフリカ   | 0662.6                            | 12,507                                    | 63.1                            | 0.658 (中位)                 | 2.5 %                        | [ 5 ] [ 6 ] [ 7 ]       |
| 北アメリカ | メキシコ     | 02,058.9                          | 17,390                                    | 48.3                            | 0.756 (高位)                 | 3.9 %                        | [ 4 ] [ 5 ] [ 6 ] [ 7 ] |
| 南アメリカ | ブラジル     | 03,012.9                          | 14,987                                    | 54.7                            | 0.744 (高位)                 | 0.9 %                        | [ 4 ] [ 5 ] [ 6 ] [ 7 ] |
| アジア     | 中国         | 16,149.1                          | 11,868                                    | 45.3                            | 0.719 (高位)                 | 7.8 %                        | [ 5 ] [ 6 ] [ 7 ]       |
| アジア     | インド       | 06,776.0                          | 05,450                                    | 32.5                            | 0.586 (中位)                 | 6.5 %                        | [ 5 ] [ 6 ] [ 7 ]       |
| アジア     | インドネシア | 02,389.0                          | 09,635                                    | 36.8                            | 0.684 (中位)                 | 6.2 %                        | [ 5 ] [ 6 ] [ 7 ]       |
| アジア     | マレーシア   | 0693.6                            | 23,160                                    | 46.2                            | 0.773(高位)                  | 5.6 %                        | [ 5 ] [ 6 ] [ 7 ]       |
| アジア     | フィリピン   | 0643.1                            | 06,597                                    | 43                              | 0.660 (中位)                 | 7.2 %                        | [ 4 ] [ 5 ] [ 6 ] [ 7 ] |
| アジア     | タイ         | 0964.5                            | 14,136                                    | 40                              | 0.722 (高位)                 | 6.4 %                        | [ 4 ] [ 5 ] [ 6 ] [ 7 ] |
| ヨーロッパ | トルコ       | 01,443.5                          | 18,874                                    | 39                              | 0.759 (高位)                 | 4.0 %                        | [ 5 ] [ 6 ] [ 7 ]       |

ゴールドマン・サックスの新興経済国の報告によれば、2050年までに世界最大の経済国は、中華人民共和国、アメリカ合衆国、インド、ブラジル、メキシコになるとしている。
IMFにより中国の一人当たりのGDPは中高位国に分類されているが、OECDの一人当りのGDPの数値に関連し、2014年6月時点で12億人を超す中国及びインドの膨大な人口により、たとえいずれかの国が全体のGDPにおいてアメリカを上回ったとしても、国民一人当りの所得は低水準で推移し続ける。購買力平価による国民一人当りのGDPを算出する際には、各新興工業経済地域の低水準の生活費を考慮する。
ブラジル、中国、インド、メキシコ、南アフリカ共和国は、G8+5において、今日の世界市場及び環境影響における各国の経済的重要性のため、毎年G8参加国と金融及び気候変動に関して議論している。G8+5は、エジプト及び前記の5か国の追加によりG14に拡大することが期待されている。

### 他のNICs
著者によっては各々異なる経済分析の手法に基づき、いかなる国がNICsかを定める。他の著者がNICとは考えていない国をNICとみなす場合もある。例えばアルゼンチン、エジプト、スリランカがこの事例に該当する、ロシア。